# Crocidura bottegoides
Crocidura bottegoides је сисар из реда Soricomorpha.

## Угроженост
Ова врста се сматра угроженом.

## Распрострањење
Ареал врсте је ограничен на једну државу. 
Етиопија је једино познато природно станиште врсте.

## Станиште
Станишта врсте су шуме, планине и речни екосистеми. 
Врста је по висини распрострањена до 3280 метара надморске висине.